# Маранђи (Лече)
Маранђи (итал. Marangi) је насеље у Италији у округу Лече, региону Апулија.
Према процени из 2011. у насељу је живело 92 становника. Насеље се налази на надморској висини од 29 м.